# Ecnomiohyla bailarina
Espèce
Ecnomiohyla bailarina est une espèce d'amphibiens de la famille des Hylidae.

## Répartition
Cette espèce se rencontre :
- dans le sud-est du Costa Rica ;
- au Panama entre 400 et 1 400 m d'altitude dans la province de Darién.

## Description
Le spécimen adulte mâle observé lors de la description originale mesure 68,1 mm de longueur standard.

## Étymologie
Son nom d'espèce lui a été donné en référence à son lieu de découverte, le Cerro Bailarín.

## Publication originale
- Batista, Hertz, Mebert, Köhler, Lotzkat, Ponce & Vesely, 2014 : Two new fringe-limbed frogs of the genus Ecnomiohyla (Anura: Hylidae) from Panama. Zootaxa, no 3826, p. 449–474 (texte intégral).